# Mikó Ervin
Mikó Ervin (Szamosborhíd, 1919. augusztus 28. – Kolozsvár, 1997. augusztus 20.) erdélyi magyar riporter, szerkesztő.

## Életútja
Középiskolát Szatmárnémetiben végzett (1938), a Bolyai Tudományegyetem jogi karán szerzett államtudományi doktorátust (1945). Mint a szatmári Szamos munkatársa kezdte újságírói pályafutását (1938–39), a kolozsvári Igazság szerkesztője (1945–52). Egy ideig az Állami Könyvkiadónál dolgozott, majd 1953-tól nyugdíjazásáig az Utunk belső munkatársa, szerkesztőségi titkár. Társadalomrajzi kitekintésű riportjainak jelentőségére már A névtelen utas c. kötete megjelenésekor felfigyelt Orosz Irén a Korunkban, értékelve a kötet 18 riportját, mely "elviszi olvasóját Aradra, onnan a Duna-Deltához, majd Bukarestbe, azután a Magyar Autonóm Tartományba s Moldvába, a Zsil-völgyébe, a Baragánra, Szatmár környékére...", s kiemeli az írásokban tükröződő ipari változásokat. Következő, Nádország ostroma c. riportkönyvéért a Román Akadémia díjjal jutalmazta (1962).
1990-től a Helikon, Kelet-Nyugat, Szabadság közölte írásait.

## Emlékezete
1999 februárjában Nagybányán mutatták be azt a román nyelvű kiadványt, amely a riporter Mikó Ervinnek állít emléket: Constantin Mustafa: Mikó Ervin - Drumuri spre eternitate, Studia, Kolozsvár. Mikó sokat tett a román-magyar kulturális kapcsolatok fejlődésért, ezzel érdemelte ki a román kulturális szakemberek megbecsülését is.

## Kötetei
- Zsilvölgyi jelentés (1955);
- A névtelen utas (1958);
- Nádország ostroma (1960, románul 1961);
- Havasi neonfény (1961);
- Ma kezdődik a holnap (1964);
- Térben és időben (1973);
- Faggató (Emberekről, sorsokról, pályákról. 1976);
- Omenie, noroc bun! (1978);
- Koccintások (1979);
- Mikó Ervin kérdez (interjúk, Kolozsvár, 1983).
- Întîlnire cu anul 2000 (Kolozsvár, 1989).